# Parazumia
Parazumia  (лат.) — род одиночных ос из семейства Vespidae. Встречаются в Новом Свете от США на севере ареала до Аргентины на его юге. Небольшие осы, длина 10—15 мм. Взрослые самки охотятся на личинок насекомых  для откладывания в них яиц и в которых в будущим появится личинка осы. Род был выделен в 1855 году швейцарским энтомологом Анри де Соссюром в составе рода Montezumia (Saussure, 1855) и только с 1918 года (Bertoni, 1918) таксон получил родовой статус. Около 10 видов.
- Parazumia aliciae  Carpenter, 2005 — Мексика
- Parazumia carinulata (Spinola, 1851)  — Бразилия
- Parazumia impunctata (Bohart, 1948) — Мексика
- Parazumia paranensis  (Benoni, 1918) — Парагвай
- Parazumia sulcata  (Ducke, 1904)
- Parazumia surinama  (von Schulihess, 1903) — Суринам
- Parazumia symmorpha (Saussure, 1855) — США
- Parazumia ticae  Carpenter and Garceie-Barreu, 2005 — Коста-Рика
- Parazumia tolteca  (de Saussure, 1875) typus
  - (=Nortonia tolteca de Saussure, 1875)
- Parazumia yucateca  Carpenter, 2005 — Мексика